# Haroldo Juárez Arjona
Haroldo Juárez Arjona (1940) è un ex calciatore guatemalteco, di ruolo attaccante. Negli Stati Uniti era noto come Harold Juarez.

## Carriera
In patria ha militato nel Xelajú, società per cui ha segnato 100 reti.
Lasciato il Guatemala per gli Stati Uniti, militò nel Chicago Mustangs nella stagione 1968, raggiungendo il secondo posto della Lakes Division.